# Lista utworów Britney Spears

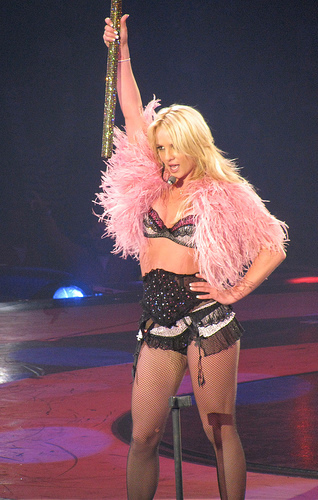
Britney Spears wykonuje utwór „If U Seek Amy”, pochodzący z albumu Circus.

Artykuł prezentuje listę wszelkich utworów nagranych przez amerykańską piosenkarkę Britney Spears.

## Opublikowane utwory

### Utwory albumowe[1]

#### 1998 – 2000
- „Autumn Goodbye”
- „…Baby One More Time”
- „Born to Make You Happy”
- „Can’t Make You Love Me”
- „Dear Diary”
- „Deep in My Heart”
- „Don't Go Knockin' on My Door”
- „Don’t Let Me Be the Last to Know”
- „E-Mail My Heart”
- „From the Bottom of My Broken Heart”
- „Girl in the Mirror”
- „Heart”
- „(I Can’t Get No) Satisfaction”
- „I Will Be There”
- „I Will Still Love You” (featuring Don Phillip)
- „I'll Never Stop Loving You”
- „I’m So Curious”
- „Lucky”
- „My Only Wish (This Year)”
- „One Kiss from You”
- „Oops!...I Did It Again”
- „Soda Pop”
- „Sometimes”
- „Stronger”
- „The Beat Goes On”
- „Thinkin' About You”
- „Walk on By”
- „What U See (Is What U Get)”
- „When Your Eyes Say It”
- „Where Are You Now”
- „(You Drive Me) Crazy”
- „You Got It All"

#### 2001
- „Anticipating”
- „Before the Goodbye”
- „Bombastic Love”
- „Boys”
- „Cinderella”
- „I Love Rock ’n’ Roll”
- „I’m a Slave 4 U”
- „I’m Not a Girl, Not Yet a Woman”
- „Intimidated”
- „I Run Away”
- „Let Me Be”
- „Lonely”
- „Overprotected”
- „Right Now (Taste the Victory)”
- „That’s Where You Take Me”
- „What It's Like to Be Me”
- „When I Found You"

#### 2003 – 2005
- „And Then We Kiss”
- „Brave New Girl”
- „Breathe on Me”
- „Chaotic”
- „Chris Cox Megamix”
- „Do Somethin’”
- „Don't Hang Up”
- „Early Mornin'”
- „Everytime”
- „Girls and Boys”
- „(I Got That) Boom Boom” (featuring Ying Yang Twins)
- „I've Just Begun (Having My Fun)”
- „Me Against the Music” (featuring Madonna)
- „Mona Lisa”
- „My Prerogative”
- „Outrageous”
- „Over to You Now”
- „Shadow”
- „ShowDown”
- „Someday (I Will Understand)”
- „The Answer”
- „The Hook Up”
- „Touch of My Hand”
- „Toxic”

#### 2007
- „Break the Ice”
- „Everybody”
- „Freakshow”
- „Get Back”
- „Get Naked (I Got a Plan)”
- „Gimme More”
- „Heaven on Earth”
- „Hot as Ice”
- „Ooh Ooh Baby”
- „Outta This World”
- „Perfect Lover”
- „Piece of Me”
- „Radar”
- „Toy Soldier”
- „Why Should I Be Sad"

#### 2008–2009
- „3”
- „Amnesia”
- „Blur”
- „Circus”
- „If U Seek Amy”
- „Kill the Lights”
- „Lace and Leather”
- „Mannequin”
- „Mmm Papi”
- „My Baby”
- „Out from Under”
- „Phonography”
- „Rock Boy”
- „Rock Me In”
- „Quicksand”
- „Shattered Glass”
- „Trouble”
- „Unusual You”
- „Womanizer”

#### 2011
- „Big Fat Bass” (featuring will.i.am)
- „Criminal”
- „Don't Keep Me Waiting”
- „(Drop Dead) Beautiful” (featuring Sabi)
- „Gasoline”
- „He About to Lose Me”
- „Hold It Against Me”
- „How I Roll”
- „I Wanna Go”
- „Inside Out”
- „Scary”
- „Seal It with a Kiss”
- „Selfish”
- „Till the World Ends”
- „Trip to Your Heart”
- „Trouble for Me”
- „Up 'N' Down”

#### 2013
- „Alien”
- „Body Ache”
- „Brightest Morning Star”
- „Chillin' With You” (featuring Jamie Lynn Spears)
- „Don’t Cry”
- „Hold On Tight”
- „It Should Be Easy” (featuring will.i.am)
- „Now That I Found You”
- „Passenger”
- „Perfume”
- „Tik Tik Boom” (featuring T.I.)
- „Til It's Gone”
- „Work Bitch”

### Wspólnie z innymi artystami; single charytatywne; inne
- „Crazy” (featuring Kevin Federline)
- „I've Got the Urge”
- „Now and Then”
- „Ooh La La”
- „Right Now (Taste the Victory)”
- „Scream & Shout” (featuting will.i.am)
- „SMS (Bangerz)” (featuring Miley Cyrus)
- „S&M” (featuring Rihanna)
- „The Joy of Pepsi”
- „The Sin City Rap” (featuring DJ Clinton Sparks)
- „We Will Rock You” (featuring P!nk & Beyoncé)
- „What's Going On” (Artists Against AIDS Worldwide)

## Nieopublikowane utwory
| - „Abroad” - „All That She Wants” - „Am I a Sinner” - „Baby Boy” / „Untitled Lullabye” - „Baby Can’t You See” - „Boyfriend” - „Bring Me Home” - „Dirty Girl” - „Downtown” - „Dramatic” - „Follow My Fingers” - „Get It” - „Giving It Up for Love” - „Grow” - „Guilty” - „Hooked On” - „Kiss You All Over” - „Like I’m Fallin'” - „Luv the Hurt Away” - „Mad Love” | - „Money, Love and Happiness” - „One of a Kind” - „Ouch” - „My Big Secret” - „Prince Charming” - „Pull Out” - „Pulse” - „Rebellion” - „Rockstar” - „She'll Never Be Me” - „Sippin' On” - „State of Grace” - „Take Off” - „Take the Bait” - „Tear It Up” - „Telephone” - „To Love Let Go” - „Unbroken” - „Vertigo” - „Welcome to Me” - „When I Say So” - „Wonderland” |